# Hacksches Gesetz
Das Hacksche Gesetz ist eine empirische Formel aus dem Jahre 1957 [J.T. Hack (1957)] und beschreibt in der Hydrologie die Längen-Flächen-Relation von Einzugsgebieten. Es gibt ein Verhältnis zwischen Gewässerlänge {\textstyle L} des Hauptgerinne und Einzugsgebietsgröße {\textstyle A} an: 
{\displaystyle L=CA^{h}\ ,}
wobei {\textstyle C} eine Konstante ist und der Exponent {\textstyle h} ist in den meisten Fällen etwas kleiner als 0,6 ist, wobei dies von mehreren Faktoren wie der Region abhängig ist, womit kleine Schwankungen im Wert von {\textstyle h} entstehen. So ist {\textstyle h} für große Einzugsgebiete ({\textstyle >20720{\text{km}}^{2}}) zum Beispiel kleiner.
Das Gesetz wurde nach John Tilton Hack benannt. 